# Project P: Stop Het Pesten
Project P: Stop Het Pesten is een Nederlands televisieprogramma, gepresenteerd door Johnny de Mol en Dennis Weening, dat werd uitgezonden door RTL 5 tussen 28 april en 19 mei 2014.
In het programma maakten gepeste jongeren met een verborgen camera beelden van het pesten op school. In elke aflevering stond een andere leerling centraal. Samen met de presentator stelde de leerling deze misstanden vervolgens voor aan de klas, waarbij ze vervolgens in gesprek gingen om zo tot een oplossing te komen. Oorspronkelijk was het voornemen om zeven afleveringen te maken, RTL heeft uiteindelijk vier afleveringen uitgezonden.

## Kijkcijfers
| Aflevering | Datum         | Kijkcijfer | Marktaandeel |
| ---------- | ------------- | ---------- | ------------ |
| 1          | 28 april 2014 | 700.000    | 9,7          |
| 2          | 5 mei 2014    | 677.000    |              |
| 3          | 12 mei 2014   | 732.000    |              |
| 4          | 19 mei 2014   | 500.000    | 8,0          |

## Prijzen
- Op 2 maart 2015 won Project P: Stop Het Pesten een van De tv-beelden, de televisievakprijs, in de categorie 'beste reality'.